# UEFA Champions League 1996–97
UEFA Champions League 1996–97 là mùa giải thứ 42 của giải đấu Cúp C1 châu Âu, giải đấu hàng đầu châu Âu của UEFA, cũng là giải đấu thứ năm kể từ khi đổi tên thành UEFA Champions League và là mùa giải cuối cùng chỉ có sự tham gia của các câu lạc bộ vô địch giải quốc nội của họ. Do Luật Bosman, các hạn chế đối với cầu thủ nước ngoài trong đội hình thi đấu đã được dỡ bỏ kể từ mùa giải này.
Chức vô địch thuộc về Borussia Dortmund với chiến thắng chung cuộc 3–1 trước đương kim vô địch Juventus. Đó là danh hiệu duy nhất của câu lạc bộ trong giải đấu cho đến nay và là danh hiệu đầu tiên của Đức kể từ khi thống nhất vào năm 1990.

## Phân bổ các đội bóng của liên đoàn
24 đội tham gia giải đấu: Đó là nhà vô địch quốc gia của mỗi nước trong số 23 quốc gia hàng đầu trong bảng xếp hạng hệ số UEFA và nhà vô địch UEFA Champions League, Juventus. Các nhà vô địch quốc gia của các liên đoàn xếp hạng 1–7, cộng với các đội vô địch, đều được tham gia từ vòng bảng, trong khi các nhà vô địch quốc gia của các liên đoàn xếp hạng 8–23 đều bước vào vòng loại. Các nhà vô địch quốc gia còn lại từ các hiệp hội xếp hạng 24–48 chỉ được phép tham dự UEFA Cup.

### Các đội bóng
| Vòng bảng                | Vòng bảng             | Vòng bảng               | Vòng bảng               |
| ------------------------ | --------------------- | ----------------------- | ----------------------- |
| Juventus (TH)            | Auxerre (1st)         | Borussia Dortmund (1st) | Porto (1st)             |
| Milan (1st)              | Atlético Madrid (1st) | Ajax (1st)              | Manchester United (1st) |
| Vòng loại                |                       |                         |                         |
| Club Brugge (1st)        | Brøndby (1st)         | Slavia Prague (1st)     | Ferencváros (1st)       |
| Panathinaikos (1st)      | Rapid Wien (1st)      | Rangers (1st)           | Steaua București (1st)  |
| Alania Vladikavkaz (1st) | IFK Göteborg (1st)    | Rosenborg (1st)         | Widzew Łódź (1st)       |
| Fenerbahçe (1st)         | Grasshopper (1st)     | Dynamo Kyiv (1st)       | Maccabi Tel Aviv (1st)  |

1. ^ Liechtenstein (LIE): Các đội thuộc Liên đoàn bóng đá Liechtenstein (LFV) thi đấu trong Hệ thống giải bóng đá Thụy Sĩ, và do đó không đủ điều kiện cho một vị trí bất kể thứ hạng của liên đoàn. Giải đấu duy nhất do LFV tổ chức là Cúp bóng đá Liechtenstein - đội chiến thắng sẽ đủ điều kiện tham dự Cúp UEFA 1996–97.

## Vòng loại
Đội thắng ở mỗi trận đấu ở vòng sơ loại sẽ vào vòng bảng Champions League, trong khi đội thua vào vòng đầu tiên UEFA Cup.
1996–97 Vòng loại UEFA Champions League

## Vòng bảng
Atlético Madrid, Auxerre, Fenerbahçe, Rapid Wien và Widzew Łódź đều được ra mắt ở vòng bảng.
Ý trở thành liên đoàn đầu tiên có hai đội ở vòng bảng Champions League.

### Bảng A
| VT | Đội         | ST | T | H | B | BT | BB | HS | Đ  | Q}                           |
| -- | ----------- | -- | - | - | - | -- | -- | -- | -- | ---------------------------- |
| 1  | Auxerre     | 6  | 4 | 0 | 2 | 8  | 7  | +1 | 12 | Tiến tới Vòng loại trực tiếp |
| 2  | Ajax        | 6  | 4 | 0 | 2 | 8  | 4  | +4 | 12 | Tiến tới Vòng loại trực tiếp |
| 3  | Grasshopper | 6  | 3 | 0 | 3 | 8  | 5  | +3 | 9  |                              |
| 4  | Rangers     | 6  | 1 | 0 | 5 | 5  | 13 | −8 | 3  |                              |

### Bảng B
| VT | Đội               | ST | T | H | B | BT | BB | HS  | Đ  | Q}                           |
| -- | ----------------- | -- | - | - | - | -- | -- | --- | -- | ---------------------------- |
| 1  | Atlético Madrid   | 6  | 4 | 1 | 1 | 12 | 4  | +8  | 13 | Tiến tới Vòng loại trực tiếp |
| 2  | Borussia Dortmund | 6  | 4 | 1 | 1 | 14 | 8  | +6  | 13 | Tiến tới Vòng loại trực tiếp |
| 3  | Widzew Łódź       | 6  | 1 | 1 | 4 | 6  | 10 | −4  | 4  |                              |
| 4  | Steaua București  | 6  | 1 | 1 | 4 | 5  | 15 | −10 | 4  |                              |

### Bảng C
| VT | Đội               | ST | T | H | B | BT | BB | HS  | Đ  | Q}                           |
| -- | ----------------- | -- | - | - | - | -- | -- | --- | -- | ---------------------------- |
| 1  | Juventus          | 6  | 5 | 1 | 0 | 11 | 1  | +10 | 16 | Tiến tới Vòng loại trực tiếp |
| 2  | Manchester United | 6  | 3 | 0 | 3 | 6  | 3  | +3  | 9  | Tiến tới Vòng loại trực tiếp |
| 3  | Fenerbahçe        | 6  | 2 | 1 | 3 | 3  | 6  | −3  | 7  |                              |
| 4  | Rapid Wien        | 6  | 0 | 2 | 4 | 2  | 12 | −10 | 2  |                              |

### Bảng D
| VT | Đội          | ST | T | H | B | BT | BB | HS | Đ  | Q}                           |
| -- | ------------ | -- | - | - | - | -- | -- | -- | -- | ---------------------------- |
| 1  | Porto        | 6  | 5 | 1 | 0 | 12 | 4  | +8 | 16 | Tiến tới Vòng loại trực tiếp |
| 2  | Rosenborg    | 6  | 3 | 0 | 3 | 7  | 11 | −4 | 9  | Tiến tới Vòng loại trực tiếp |
| 3  | Milan        | 6  | 2 | 1 | 3 | 13 | 11 | +2 | 7  |                              |
| 4  | IFK Göteborg | 6  | 1 | 0 | 5 | 7  | 13 | −6 | 3  |                              |

## Vòng loại trực tiếp

### Biểu đồ
|  | Tứ kết            | Tứ kết            | Tứ kết   | Tứ kết |   |                   | Bán kết | Bán kết | Bán kết | Bán kết |  |  | Chung kết         | Chung kết |
|  |                   |                   |          |        |   |                   |         |         |         |         |  |  |                   |           |
|  | Borussia Dortmund | 3                 | 1        | 4      |   |                   |         |         |         |         |  |  |                   |           |
|  | Auxerre           | 1                 | 0        | 1      |   |                   |         |         |         |         |  |  |                   |           |
|  | Auxerre           | 1                 | 0        | 1      |   | Borussia Dortmund | 1       | 1       | 2       |         |  |  |                   |           |
|  |                   |                   |          |        |   | Borussia Dortmund | 1       | 1       | 2       |         |  |  |                   |           |
|  |                   | Manchester United | 0        | 0      | 0 |                   |         |         |         |         |  |  |                   |           |
|  | Manchester United | Manchester United | 0        | 0      | 0 | 4                 | 0       | 4       |         |         |  |  |                   |           |
|  | Manchester United |                   |          |        |   | 4                 | 0       | 4       |         |         |  |  |                   |           |
|  | Porto             | 0                 | 0        | 0      |   |                   |         |         |         |         |  |  |                   |           |
|  |                   |                   |          |        |   |                   |         |         |         |         |  |  | Borussia Dortmund | 3         |
|  |                   |                   | Juventus | 1      |   |                   |         |         |         |         |  |  |                   |           |
|  | Ajax (a.e.t)      | 1                 | 3        | 4      |   |                   |         |         |         |         |  |  |                   |           |
|  | Atlético Madrid   | 1                 | 2        | 3      |   |                   |         |         |         |         |  |  |                   |           |
|  | Atlético Madrid   | 1                 | 2        | 3      |   | Ajax              | 1       | 1       | 2       |         |  |  |                   |           |
|  |                   |                   |          |        |   | Ajax              | 1       | 1       | 2       |         |  |  |                   |           |
|  |                   | Juventus          | 2        | 4      | 6 |                   |         |         |         |         |  |  |                   |           |
|  | Rosenborg         | Juventus          | 2        | 4      | 6 | 1                 | 0       | 1       |         |         |  |  |                   |           |
|  | Rosenborg         |                   |          |        |   | 1                 | 0       | 1       |         |         |  |  |                   |           |
|  | Juventus          | 1                 | 2        | 3      |   |                   |         |         |         |         |  |  |                   |           |

### Tứ kết
| Đội 1             | TTS | Đội 2           | Lượt đi | Lượt về     |
| ----------------- | --- | --------------- | ------- | ----------- |
| Borussia Dortmund | 4–1 | Auxerre         | 3–1     | 1–0         |
| Manchester United | 4-0 | Porto           | 4–0     | 0–0         |
| Ajax              | 4–3 | Atlético Madrid | 1–1     | 3–2 (a.e.t) |
| Rosenborg         | 1–3 | Juventus        | 1–1     | 0–2         |

### Bán kết
| Đội 1             | TTS | Đội 2             | Lượt đi | Lượt về |
| ----------------- | --- | ----------------- | ------- | ------- |
| Borussia Dortmund | 2–0 | Manchester United | 1–0     | 1–0     |
| Ajax              | 2–6 | Juventus          | 1–2     | 1–4     |

### Chung kết
| Borussia Dortmund         | 3-1     | Juventus      |
| ------------------------- | ------- | ------------- |
| Riedle 29,34', Ricken 71' | Báo cáo | Del Piero 65' |

## Top cầu thủ ghi bàn
| Xếp hạng | Tên                  | Câu lạc bộ        | Bàn thắng |
| -------- | -------------------- | ----------------- | --------- |
| 1        | Milinko Pantić       | Atlético Madrid   | 5         |
| 2        | Nicola Amoruso       | Juventus          | 4         |
| 2        | Artur                | Porto             | 4         |
| 2        | Alen Bokšić          | Juventus          | 4         |
| 2        | Alessandro Del Piero | Juventus          | 4         |
| 2        | Mário Jardel         | Porto             | 4         |
| 2        | Lars Ricken          | Borussia Dortmund | 4         |
| 2        | Karl-Heinz Riedle    | Borussia Dortmund | 4         |
| 2        | Marco Simone         | Milan             | 4         |
| 2        | Christian Vieri      | Juventus          | 4         |
| 2        | Diego Simeone        | Atlético Madrid   | 4         |